# Список школ города Чебоксары

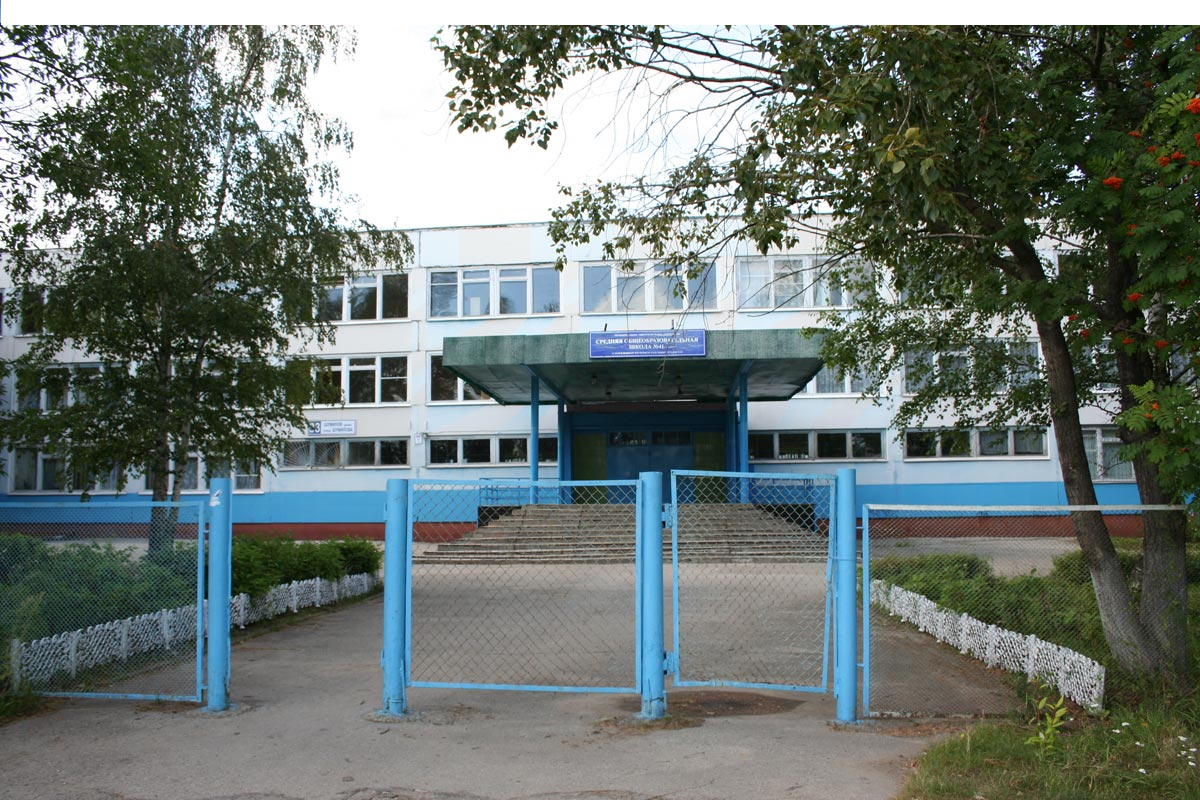
Школа № 41

Список школ города Чебоксары включает муниципальные и государственные учреждения общего образования (школы, гимназии, лицеи), расположенные в городе Чебоксары.

## Сокращения
- МБОУ — муниципальное бюджетное общеобразовательное учреждение
- МАОУ — муниципальное автономное общеобразовательное учреждение
- БОУ — бюджетное общеобразовательное учреждение
- СОШ — средняя общеобразовательная школа

## Средние общеобразовательные школы
| Школа, год основания | Адрес и офиц. сайт                                                                                        | Примечания |
| --- | --- | --- |
| МБОУ «Гимназия № 1» 1975 (до 2000 — СОШ № 34)                                                                                      | Чебоксары, ул. Эльгера, 24 Сайт                                                                           | Школа-партнёр ВШЭ. Базовая школа Финансового университета. 188 место в рейтинге лучших школ России (2022).                  |
| МБОУ «Гимназия № 2» 1963 (до 1967 — восьмилетняя школа № 16, до 1994 — СОШ № 16, до 2000 — Гимназия № 16)                          | Чебоксары, ул. Энгельса, 10 Сайт                                                                          | |
| МБОУ «Гимназия № 4» 1936 (до 1993 — СОШ № 4)                                                                                       | Чебоксары, ул. Энгельса, 1А Сайт                                                                          | 49 место в рейтинге школ России по конкурентоспособности выпускников в сфере «Социальные и гуманитарные направления» (2022) |
| МАОУ «Гимназия № 5» 2007 | корпус "А": Чебоксары, Президентский бульвар, 21 корпус: "Т": Чебоксары, ул. Агакова, 6 Сайт              | 131 место в рейтинге лучших школ России (2022)                                                                              |
| МБОУ «Гимназия № 46» 1985 (до 2000 — СОШ № 46)                                                                                     | Чебоксары, ул. Баумана, 4 Сайт                                                                            | |
| МБОУ «Лицей № 2 (Чебоксары)» 1991                                                                                                  | корпус 1: Чебоксары, ул. Шевченко, 2 корпус 2: Чебоксары, ул. Шевченко, 1 Сайт                            | 132 место в рейтинге лучших школ России (2022)                                                                              |
| МАОУ «Лицей № 3» 2003 (с 1977 — профильная группа в составе СОШ № 27)                                                              | Чебоксары, ул. 139 стрелковой дивизии, 12 Сайт                                                            | 57 место в рейтинге лучших школ России (2022). Школа-партнёр ВШЭ.                                                           |
| МАОУ «Лицей № 4» 1988 (до 2007 — СОШ № 51)                                                                                         | 1 корпус: Чебоксары, ул. Чернышевского, 4/19 2 корпус: Чебоксары, ул. Гражданская, 54 Сайт                | |
| МБОУ «Лицей № 44» 1983 (до 2003 — СОШ № 44)                                                                                        | Чебоксары, ул. Баумана, 10 Сайт                                                                           | Школа-партнёр ВШЭ. |
| МБОУ «Средняя общеобразовательная школа № 1» 2007 (до 2017 — НОШ № 1)                                                              | 1 корпус: Чебоксары, ул. Ярославская, 52 2 корпус: Чебоксары, ул. Строителей, 7 Сайт                      | |
| МБОУ «Средняя общеобразовательная школа № 2» 1932 (как образцовая школа ФЗД им. М.Горького)                                        | Чебоксары, ул. Афанасьева, 11 Сайт                                                                        | |
| МБОУ «Средняя общеобразовательная школа № 3» 1979                                                                                  | Чебоксары, ул. Р.Зорге, 9 Сайт                                                                            | |
| МБОУ «Средняя общеобразовательная школа № 6» 1937                                                                                  | Чебоксары, ул. Чапаева, 41А Сайт                                                                          | |
| МБОУ «Средняя общеобразовательная школа № 7 имени Олега Беспалова, воина-десантника, погибшего в Афганистане» 1939                 | Чебоксары, площадь Победы, 3 Сайт                                                                         | |
| МБОУ «Средняя общеобразовательная школа № 9» 1950                                                                                  | Чебоксары, ул. Б. Хмельницкого, 75 Сайт                                                                   | |
| МБОУ «Средняя общеобразовательная школа № 10 имени летчика-космонавта А. Г. Николаева» 1962                                        | Чебоксары, ул. Космонавта Николаева, 1 Сайт                                                               | |
| МБОУ «Средняя общеобразовательная школа № 11» 1952                                                                                 | Чебоксары, ул. Гайдара, 3 Сайт                                                                            | |
| МБОУ «Средняя общеобразовательная школа № 12» 1950                                                                                 | Чебоксары, ул. Коммунальная Слобода, 25 Сайт                                                              | |
| МБОУ «Кадетская школа имени генерал-майора милиции В. А. Архипова» 1966                                                            | Чебоксары, ул. Гражданская, 50 Сайт                                                                       | |
| МБОУ «Средняя общеобразовательная школа № 17» 1980                                                                                 | Чебоксары, ул. Шумилова, 8 Сайт                                                                           | |
| МБОУ «Средняя общеобразовательная школа № 18» 1972                                                                                 | Чебоксары, ул. Энтузиастов, 20 Сайт                                                                       | |
| МБОУ «Средняя общеобразовательная школа № 19» 1973                                                                                 | Чебоксары, Эгерский бульвар, 5А Сайт                                                                      | |
| МБОУ «Средняя общеобразовательная школа № 20» 1974                                                                                 | Чебоксары, ул. Хузангая, 8 Сайт                                                                           | |
| МБОУ «Средняя общеобразовательная школа № 22 имени Героя РФ Н. Ф. Гаврилова» 1984                                                  | Чебоксары, ул. Кукшумская, 19 Сайт                                                                        | |
| МБОУ «Средняя общеобразовательная школа № 23» 1961                                                                                 | Чебоксары, ул. П. Лумумбы, 17 Сайт                                                                        | |
| МБОУ «Средняя общеобразовательная школа № 24» 1964                                                                                 | Чебоксары, проспект Ленина, 55А Сайт                                                                      | |
| МБОУ «Средняя общеобразовательная школа № 27» 1969                                                                                 | Чебоксары, ул. М. Павлова, 9 Сайт                                                                         | |
| МБОУ «Средняя общеобразовательная школа № 28» 1964                                                                                 | Чебоксары, ул. Ашмарина, 33 Сайт                                                                          | |
| МБОУ «Средняя общеобразовательная школа № 29» 1974                                                                                 | Чебоксары, ул. Т.Кривова, 15А Сайт                                                                        | |
| МБОУ «Средняя общеобразовательная школа № 30 имени А. И. Трофимова» 1966                                                           | Чебоксары, ул. Патриса Лумумбы, 10А Сайт                                                                  | |
| МБОУ «Средняя общеобразовательная школа № 31 с углубленным изучением отдельных предметов имени академика Святослава Фёдорова» 1966 | Чебоксары, ул. Урукова, 11А Сайт                                                                          | |
| МБОУ «Средняя общеобразовательная школа № 33 имени Героя России сержанта Н. В. Смирнова» 1968                                      | Чебоксары, проспект Мира, 16 Сайт                                                                         | |
| МБОУ «Средняя общеобразовательная школа № 35 с углубленным изучением отдельных предметов» 1970                                     | Чебоксары, ул. Николаева, 28 Сайт                                                                         | |
| МБОУ «Средняя общеобразовательная школа № 36» 1971                                                                                 | Чебоксары, ул. Хевешская, 17 Сайт                                                                         | |
| МБОУ «Средняя общеобразовательная школа № 37 с углубленным изучением отдельных предметов» 1976                                     | Чебоксары, проспект 9-й Пятилетки, 11 Сайт                                                                | |
| МБОУ «Средняя общеобразовательная школа № 38 имени Героя РФ Л. С. Константинова» 1976                                              | Чебоксары, ул. Николаева, 31 Сайт                                                                         | |
| МБОУ «Средняя общеобразовательная школа № 39 с углубленным изучением отдельных предметов» 1977                                     | Чебоксары, ул. Эльгера, 22 Сайт                                                                           | |
| МАОУ «Средняя общеобразовательная школа № 40 с углубленным изучением отдельных предметов» 1977                                     | Чебоксары, ул. 324 Стрелковой дивизии, 10 Сайт                                                            | |
| МБОУ «Средняя общеобразовательная школа № 41 с углубленным изучением отдельных предметов» 1978                                     | Чебоксары, ул. Шумилова, 33 Сайт                                                                          | |
| МБОУ «Средняя общеобразовательная школа № 42» 1978                                                                                 | Чебоксары, пос. Новые Лапсары, ул. Совхозная, 9 Сайт                                                      | |
| МБОУ «Средняя общеобразовательная школа № 43» 1981                                                                                 | Чебоксары, ул. Кадыкова, 16А Сайт                                                                         | |
| МБОУ «Средняя общеобразовательная школа № 45» 1984                                                                                 | Чебоксары, ул. Ахазова, 9А Сайт                                                                           | |
| МБОУ «Средняя общеобразовательная школа № 47» 1985                                                                                 | Чебоксары, ул. Кукшумская, 23 Сайт                                                                        | |
| МБОУ «Средняя общеобразовательная школа № 48» 1986                                                                                 | Чебоксары, ул. Мичмана Павлова, 50/1 Сайт                                                                 | |
| МБОУ «Средняя общеобразовательная школа № 49 с углубленным изучением отдельных предметов имени П. П. Хузангая» 1987                | Чебоксары, ул. Хузангая, 23 Сайт                                                                          | Школа-партнёр ВШЭ. |
| МБОУ «Средняя общеобразовательная школа № 50» 1987                                                                                 | Чебоксары, ул. М.Залка, 4/11 Сайт                                                                         | |
| МБОУ «Средняя общеобразовательная школа № 53 с углубленным изучением отдельных предметов»                                          | Чебоксары, ул. Ленинского Комсомола, 86 Сайт                                                              | |
| МБОУ «Средняя общеобразовательная школа № 54 с углубленным изучением отдельных предметов» 1988                                     | Чебоксары, ул. 139-й Стрелковой Дивизии, 14 Сайт                                                          | |
| МБОУ «Средняя общеобразовательная школа № 55» 1989                                                                                 | Чебоксары, ул. Ленинского Комсомола, 54 Сайт                                                              | |
| МБОУ «Средняя общеобразовательная школа № 56» 1989                                                                                 | Чебоксары, проспект Тракторостроителей, 38 Сайт                                                           | |
| МБОУ «Средняя общеобразовательная школа № 57 с углубленным изучением отдельных предметов» 1989                                     | Чебоксары, проспект Мира, 88А Сайт                                                                        | |
| МАОУ «Средняя общеобразовательная школа № 59 с углубленным изучением отдельных предметов» 1990                                     | Чебоксары, ул. Лебедева, 13 Сайт                                                                          | Ассоциированная школа ЮНЕСКО                                                                                                |
| МБОУ «Средняя общеобразовательная школа № 60» 1991                                                                                 | Чебоксары, бульвар Миттова, 47 Сайт                                                                       | |
| МБОУ «Средняя общеобразовательная школа № 61» 1992                                                                                 | 1 корпус: Чебоксары, ул. Чернышевского, 16 2 корпус: Чебоксары, ул. Социалистическая, 17Б Сайт            | Ассоциированная школа ЮНЕСКО. Школа-партнёр ВШЭ.                                                                            |
| МБОУ «Средняя общеобразовательная школа № 62 с углубленным изучением отдельных предметов имени академика РАО Г.Н. Волкова» 1993    | Чебоксары, ул. Мичмана Павлова, 78 Сайт                                                                   | |
| МБОУ «Средняя общеобразовательная школа № 63» 1992                                                                                 | Чебоксары, ул. Р. Люксембург, 8 Сайт                                                                      | |
| МБОУ «Средняя общеобразовательная школа № 64» 1999                                                                                 | Чебоксары, бульвар Миттова, 23 Сайт                                                                       | |
| МАОУ «Средняя общеобразовательная школа № 65» 2020                                                                                 | Основной корпус: Чебоксары, ул. Новогородская, 23 Заволжский корпус: Чебоксары, переулок Школьный, 2 Сайт | |
| БОУ «Чувашский кадетский корпус Приволжского федерального округа имени Героя Советского Союза А. В. Кочетова» 1989                 | Чебоксары, Эгерский бульвар, 36 корп. 2 Сайт                                                              | |

## Школы, прекратившие существование
| Школа                                                        | Адрес                                         | Дата и причина закрытия |
| ------------------------------------------------------------ | --------------------------------------------- | --- |
| «Физмат школа интернат № 2», Открыта в 1968, закрыта в 1981. | Чебоксары, ул. Урукова, 19                    | На базе школы был открыт Чебоксарский педагогический колледж. Сейчас там детская художественная школа                                  |
| МБОУ «Средняя общеобразовательная школа № 8»                 | Чебоксары, Московский проспект, 54            | На базе школы была открыта Спортивная школа № 8 по спортивной ходьбе.                                                                  |
| МБОУ «Средняя общеобразовательная школа № 15»                | Чебоксары, ул. Хузангая, 31 Сайт              | Была переформирована в Специальную (коррекционную) школу № 1.                                                                          |
| МБОУ «Средняя общеобразовательная школа № 16»                | Чебоксары, ул. Энгельса, 10                   | На базе школы в 1994 году было создано МБОУ «Гимназия № 2» г. Чебоксары.                                                               |
| МБОУ «Средняя общеобразовательная школа № 21»                | Чебоксары, ул. Ашмарина, 15                   | Была переформирована в Специальную (коррекционную) школу № 2.                                                                          |
| МБОУ «Средняя общеобразовательная школа № 22»                | Чебоксары, ул. Шевченко, 2                    | В 1991 году была преобразована в ПШГ, а в 2011 году — в МБОУ "Лицей №2" г. Чебоксары                                                   |
| МБОУ «Средняя общеобразовательная школа № 25»                | Чебоксары, п. Восточный, 13                   | Была закрыта в 2000 году из-за нехватки учащихся. Здание школы снесено.                                                                |
| МБОУ «Средняя общеобразовательная школа № 26»                | Чебоксары                                     | Была закрыта и расформирована в 1995 году из-за нехватки учащихся. Здание школы снесено.                                               |
| МБОУ «Средняя общеобразовательная школа № 32»                | Чебоксары, ул. Кутузова, 54                   | Была переформирована в Специальную (коррекционную) школу № 3 (для глухих).                                                             |
| МБОУ «Средняя общеобразовательная школа № 34»                | Чебоксары, ул. Эльгера, 24                    | В 1990 году школа была преобразована в «Школу-гимназию № 34». В 2000 году на базе школы было создано МБОУ «Гимназия № 1» г. Чебоксары. |
| МБОУ «Средняя общеобразовательная школа № 51»                | Чебоксары, ул. Чернышевского, 4               | В 2007 году была реорганизована в многопрофильный лицей и переименована в МБОУ «Лицей № 4» г. Чебоксары.                               |
| МБОУ «Средняя общеобразовательная школа № 52»                | Чебоксары, ул. Ленинского Комсомола, 86       | Была закрыта в 2009/2010 учебном году. Здание школы стало использоваться СОШ № 53.                                                     |
| МБОУ «Средняя общеобразовательная школа № 58»                | Чебоксары, п. Новые Лапсары, ул. Совхозная, 9 | Была переформирована в начальную школу-детский сад № 3.                                                                                |

## Другие
- МБОУ «Начальная общеобразовательная школа № 2 (Чебоксары)» — Чебоксары, ул. Л. Комсомола, д. 74
- МБОУ «Центр образования № 1 г. Чебоксары» — Чебоксары, пр. Тракторостроителей, 99 (1948— школа рабочей молодёжи № 6)
- МБОУ «Центр образования № 2 г. Чебоксары (I корпус)» — г. Чебоксары, ул. Социалистическая, 17Б
- МБОУ «Центр образования № 2 г. Чебоксары (II корпус)» — г. Чебоксары, ул. Т.Кривова, 15А (б."Вечерняя (сменная) общеобразовательная школа № 7 (Чебоксары)")
- МБОУ «Вечерняя (сменная) общеобразовательная школа № 1 (Чебоксары)» — Чебоксары, ул. Шевченко, 1 (1943—)
- МБОУ «Вечерняя (сменная) общеобразовательная школа № 3 (Чебоксары)» — Чебоксары, ул. 50 лет Октября, 24 «а»
- МБОУ «Чандровская начальная общеобразовательная школа»
- Негосударственное общеобразовательное учреждение «Учебно-воспитательный центр (Чебоксары)»
- КС(К)ОУ «Чебоксарская специальная (коррекционная) начальная школа-детский сад №2» — Чебоксары, ул. М. Павлова 62а, http://nsds2.ru
- КС(К)ОУ «Чебоксарская специальная (коррекционная) общеобразовательная школа-интернат» (1926—) г. Чебоксары 3, Яблочкова ул.  (недоступная ссылка)
- МБУДО «Чебоксарская детская школа искусств №1» — г. Чебоксары, ул. Космонавта А. Г. Николаева, 28а, www.чдши1.рф